# バーバラ・タックマン
バーバラ・ワートハイム・タックマン（Barbara Wertheim Tuchman, 1912年1月30日 – 1989年2月6日） はアメリカ合衆国出身の歴史家。

## 来歴
タックマンの父は、アメリカ・ユダヤ人委員会（American Jewish Committee）議長も務めたことのある銀行家モーリス・ワートハイム（Maurice Wertheim）、母はヘンリー・モーゲンソーの娘であるアルマ・モーゲンソー・ワートハイム （Alma Morgenthau Wertheim）で、恵まれた知的環境で育った。
1933年に、マサチューセッツ州ケンブリッジにあるラドクリフ・カレッジ（私立女子の単科大学で、1999年にハーバード大学に統合）において学士号を受け、ジャーナリストとして働いた後、作家に転じた。1939年、ニューヨーク在住の医師・資産家であるレスター・R・タックマン（Dr. Lester Reginald Tuchman）と結婚した。
歴史家としてのタックマンは、中世から現代まで広範な歴史上のテーマを扱い、生き生きとした筆致によって多くの読者を獲得した。特にサラエヴォ事件前後に進められたヨーロッパ各国の政府・軍部の行動の累積によって、誰もが望まなかった第一次世界大戦を生み出された過程を描いたThe Guns of August（『八月の砲声』）は出世作で代表作。同書は、ジョン・F・ケネディ大統領が1962年のキューバ危機に際して、座右の書として参照検討したことでも有名。
The Guns of August および Stilwell and the American Experience in China でピューリッツァー賞を二回受賞。A Distant Mirrorで全米図書賞を受賞している。
1989年2月6日、脳卒中の際の合併症で死去。

## 著作
- The Lost British Policy: Britain and Spain Since 1700. (United Editorial, 1938)
- Bible and the Sword:England and Palestine from the Bronze Age to Balfour. (New York University Press, 1956)
- The Zimmermann Telegram. (Viking Press, 1958) - チンメルマン電報事件などについてのドキュメンタリー

『決定的瞬間――暗号が世界を変えた』（町野武訳、みすず書房、1968年／ちくま学芸文庫、2008年）
- The Guns of August. (Macmillan, 1962)

『八月の砲声』（山室まりや訳、筑摩書房、新版1986年／ちくま学芸文庫（上下）、2004年）。初訳版は1965年
- The Proud Tower. (Macmillan, 1966)

『世紀末のヨーロッパ――誇り高き塔・第一次大戦前夜』（大島かおり訳、筑摩書房、1990年）
- Stilwell and the American Experience in China: 1911-45. (Macmillan, 1971)

『失敗したアメリカの中国政策――ビルマ戦線のスティルウェル将軍』（杉辺利英訳、朝日新聞社、1996年）
- Notes from China．(Collier, 1972)
- A Distant Mirror:The Calamitous 14th Century. (Alfred A. Knopf, 1978)

『遠い鏡―災厄の14世紀ヨーロッパ』（徳永守儀訳、朝日出版社、2013年）
- Practicing History: Selected Essays.（Alfred A. Knopf, 1981）
- The March of Folly: From Troy to Vietnam. (Knopf/Random House, 1984) - 歴史的愚行 (unwisdom) についての考察

『愚行の世界史――トロイアからヴェトナムまで』（大社淑子訳、朝日新聞社、1987年／中公文庫（上下）、2009年）
- The First Salute. (Knopf/Random House, 1988) - 遺著

『最初の礼砲――アメリカ独立をめぐる世界戦争』（大社淑子訳、朝日新聞社、1991年／ちくま学芸文庫、2020年）